# 디비전 시리즈
디비전 시리즈(Division Series)는 메이저 리그 베이스볼에서 각 리그 챔피언십 시리즈에 올라가 겨룰 두 팀을 고르기 위한 시리즈를 말한다.
1981년 시즌은 2개의 지구로 나뉘어 있었으나 선수노조 파업으로 6월 12일부터 8월 9일까지 경기가 치러지지 않은 분할시즌이었고, 이에 따라 각 지구별 파업 전의 전기리그 우승팀과 파업 후의 후기리그 우승팀이 만나 디비전 시리즈를 치러 리그 챔피언십 시리즈 진출을 결정했다.
1995년부터 치러지고 있는 이 제도는 1994년 메이저 리그의 양대 리그를 각각 3개의 지구로 나누어 재편하면서 생긴 제도로 1994년부터 시행되었어야 하나, 그해에는 선수노조 파업으로 무산되고, 이듬해인 1995년부터 시행되기 시작했다.
디비전시리즈에서는 서부 지구, 중부 지구, 동부 지구 각각의 우승 팀 3팀과, 각 지구의 2위 팀 중에서 가장 높은 승률을 거두어 와일드카드를 얻은 팀을 합친 총 4개의 팀이 2팀씩 짝지어 5전 3승제로 승부를 가리게 된다. 지구 우승을 한 3팀 중에서도 가장 승률이 높은 팀이 와일드 카드를 얻은 팀과 경기를 갖고, 나머지 지구 우승 팀들끼리 경기를 갖는다. 5경기는 2-2-1 방식으로 치러지는데 처음 2 경기와 마지막 경기는 지구 1위팀끼리의 경기에서는 승률이 높은 팀의 홈에서, 와일드카드 팀과의 경기에서는 지구 1위팀의 홈에서 치른다.
2012년부터는 전지구 1위 팀에 대한 어드밴티지 강화의 일환으로 와일드 카드 제도가 개편되어, 각 지구 우승팀을 제외한 나머지 팀들 중 가장 승률이 높은 두 팀 간의 단판 승부로 와일드 카드를 결정한다. 와일드카드전의 경기 구장은 두 팀 중 승률이 높은 쪽의 홈 구장이다.

## 같이 보기
- 아메리칸 리그 디비전 시리즈
- 내셔널 리그 디비전 시리즈
- 리그 챔피언십 시리즈